# Hockey Sarzana
L'Hockey Sarzana è una società italiana di hockey su pista con sede a Sarzana. I suoi colori sociali sono il nero e il rosso. Fu costituita nel 1993 dalla fusione di due società sarzanesi preesitenti; l'Associazione Pattinatori Sarzanesi e Pro Sarzana. La formazione rossanera si è aggiudicata una Coppa Italia nel 2021-2022 e due Federation Cup; a livello europeo i risultati più prestigiosi sono state le finali di Coppa WSE nel 2018-2019 e nel 2020-2021.

## Storia

### Le origini
La prima società sarzanese di hockey a rotelle fu l'Associazione Pattinatori Sarzanesi (APS), costituitasi ufficialmente il 15 settembre 1946; l'hockey in città ottenne un buon impatto, dovuto anche al poco seguito che i cittadini dedicavano al ben più noto calcio.
Nonostante ciò, inizialmente si fatica a trovare uno spazio adatto al gioco, causa la problematica degli impianti, costringendo la squadra ad allenarsi alla Spezia. La prima pista dedicata totalmente all'hockey a rotelle è la "Lazzarini", edificata nel 1966, a cui segue la Nuova Pista del Carmine nel 1972.
Questa maggiore disponibilità di impianti produsse una scissione nella squadra: nasce dunque la Hockey Pro Sarzana che sfiderà l'APS in numerosi ed affollatissimi derbies; questo periodo si chiude con l'obbligo della FIHP di giocare su piste al coperto, facendo perdere pubblico ed attenzione verso questo sport.
Con la costruzione della Palestra Provinciale di via dei Molini rifiorisce la passione sarzanese per l'hockey, culminante con la promozione in Serie A2 dell'APS; sembra un momento magico per i liguri, ma svariati problemi, primo fra tutti la mancanza di un settore giovanile solido, portano le due società sull'orlo dello scioglimento.
Nel 1993 avviene la svolta: un gruppo di appassionati atleti di APS e Pro Sarzana, guidati da un Mauro Cinquini di ritorno dall'esperienza viareggina fondono le società nell'odierna Hockey Sarzana ponendosi come primo obiettivo la creazione di un vivaio giovanile solido e duraturo. Inizialmente senza risultati degni di nota, i giovani hockeisti sarzanesi cominciano a ottenere risultati concreti a partire dal 1998, raggiungendo con più formazioni le finali di Coppa o Campionato. In questo stesso anno il Sarzana si trasferisce sulla Pista Vecchio Mercato.

### Gli anni duemila
La stagione 2001-2002 si apre con la vittoria del Trofeo "Tiezzi", riservato alla società con i migliori e più numerosi piazzamenti alle finali di Coppa e Campionato. Le giovanili si aggiudicano inoltre diversi trofei, quali il "Cupisti" di Forte dei Marmi ed il "Geremia" di Bassano. 
I numerosi sforzi profusi nel campo della scuola di hockey vengono premiati dalle convocazioni azzurre di numerosi atleti del vivaio.
Nel campionato successivo la compagine rossonera conquista l'A2 con una buona stagione, e sconfiggendo ai play-out l'Hockey Sandrigo, poi ripescato.
Il 2003 vede alla guida della prima squadra Alessandro Ricci, poi sostituito verso metà stagione da Paolo De Rinaldis; il campionato sembra guastato dall'infortunio del portiere Paolo Vannucci, ma le ottime prestazioni del sostituto Buselli e del bomber argentino Goransky consentono alla società di guadagnare la salvezza matematica ad una giornata dalla fine, condannando alla retrocessione il Montebello.
Nel 2005 il Sarzana si dimostra forte in casa ma concedendo troppo in trasferta, complice anche qualche infortunio di troppo: vengono lanciati i giovani Alessandro Rossi e Francesco de Rinaldis, che affiancano gli argentini Scanio e Angriman in prima squadra. La formazione Juniores vince la Coppa Italia.
Il 2006 segna le partenze del funambolo Vega (verso il Roller Bassano) e del giovane De Rinaldis (al Forte dei Marmi), mentre arrivano gli argentini Pintos e Ramirez, ed il portiere Gianassi; la prima squadra chiude un brutto campionato verso metà classifica, mentre gli Juniores si ripetono vincendo per la seconda volta la Coppa Italia.
L'estate del 2007 permette ai liguri di aggiudicarsi James Taylor, il capitano della nazionale inglese. La squadra affronterà i play-off giocandosi la promozione col Roller Bassano, portando i veneti a gara tre, nella quale però vengono sconfitti, consentendo alla squadra dell'ex Vega di restare nel massimo campionato nazionale. La formazione Juniores colleziona la terza Coppa Italia consecutiva.
Luca Sterpini approda fra i rossoneri nel 2008, che si rivelerà un buon anno, nonostante alcuni infortuni di peso: la squadra affronta l'Hockey Thiene nella finale di Coppa di Lega, soccombendo solo al golden goal. Il culmine stagionale arriva però verso la fine del campionato e vede contrapposti i rossoneri al Correggio, in una sorta di spareggio poiché per entrambe le compagini la vittoria significherebbe la promozione in Serie A1: la partita finisce in pareggio. Nonostante tutto gli emiliani sconfiggono la rivale diretta Montebello, regalando anche ai liguri la tanto agognata promozione. È anche l'anno d'oro delle giovanili: l'Under 20 conquista il meritato Scudetto, mentre l'Under 23 alza al cielo la Coppa Italia.

### Gli anni duemiladieci
Per la stagione 2009-2010 ritornano Taylor (che partirà l'anno successivo, destinazione Bassano Hockey 54) e Sturla, assieme all'argentino Bertran ed all'esperto portiere Stagi: nonostante Sarzana sia "l'ultima arrivata" esegue delle buone prestazioni, sconfiggendo squadre di calibro come Viareggio e Follonica. Under 20 e Under 23 si ripetono, vincendo rispettivamente Campionato e Coppa Italia.
Il ritorno di Stagi al Forte dei Marmi lascia scoperta la porta ligure: a difendere i pali rossoneri per il campionato 2011-2012 è Giovanni Fontana, figlio d'arte, acquistato dai lombardi dell'Hockey Seregno, che assieme a Michele Achilli va a costituire l'ossatura esperta di una squadra basata principalmente su giovani talentuosi.
Verso metà stagione Mauro Cinquini assume il ruolo di allenatore, portando la squadra alla salvezza ai playout giocati contro il Roller Bassano e confermando la volontà societaria di continuare a competere nel massimo campionato nazionale.

## Cronistoria
| Cronistoria dell'Hockey Sarzana |
| --- |
| - 1993 · Fondazione dell'odierno Hockey Sarzana tramite la fusione dell'Associazione Pattinatori Sarzanesi e Pro Sarzana. - 1993-1994 · ? in Serie B. - 1994-1995 · ? in Serie B. - 1995-1996 · ? in Serie B. - 1996-1997 · ? in Serie B. - 1997-1998 · ? in Serie B. - 1998-1999 · ? in Serie B. - 1999-2000 · ? in Serie B. - 2000-2001 · 5º nel girone B in Serie B. - 2001-2002 · 2º nel girone B in Serie B . - 2002-2003 · 10º in Serie A2. Retrocesso in Serie B. Prima fase a gironi della Coppa Italia. - 2003-2004 · 2º nel girone B in Serie B. Promosso in Serie A2. - 2004-2005 · 7º in Serie A2. - 2005-2006 · 6º in Serie A2. - 2006-2007 · 8º in Serie A2. - 2007-2008 · 4º in Serie A2. - 2008-2009 · 4º in Serie A2. 2ª nella poule promozione. Promosso in Serie A1. - 2009-2010 · 8º in Serie A1. Quarti di finale dei play-off scudetto. Prima fase della Coppa di Lega. - 2010-2011 · 8º in Serie A1. Quarti di finale dei play-off scudetto. Seconda fase a gironi della Coppa Italia. Primo turno della Coppa CERS. - 2011-2012 · 11º in Serie A1. Prima fase a gironi della Coppa Italia. Primo turno della Coppa CERS. - 2012-2013 · 10º in Serie A1. Prima fase a gironi della Coppa Italia. - 2013-2014 · 9º in Serie A1. Quarti di finale della Coppa Italia. - 2014-2015 · 11º in Serie A1. Primo turno della Coppa CERS. - 2015-2016 · 12º in Serie A1. Quarti di finale della Coppa CERS. - 2016-2017 · 8º in Serie A1. Quarti di finale dei play-off scudetto. Quarti di finale della Coppa Italia. Semifinale della Coppa CERS. - 2017-2018 · 9ºin Serie A1. Vince la Federation Cup (1º titolo). Primo turno della Coppa CERS. - 2018-2019 · 7º in Serie A1. Quarti di finale dei play-off scudetto. Finale della Coppa Italia. Vince la Federation Cup (2º titolo) . Finale della Coppa WSE. - 2019-2020 · 9º in Serie A1 . Quarti di finale della Coppa Italia . Fase a gironi dell'Eurolega . Semifinale della Coppa Continentale. - 2020-2021 · 4º in Serie A1. Quarti di finale dei play-off scudetto. Semifinale della Coppa Italia. Finale della Coppa WSE. - 2021-2022 · 10º in Serie A1. Primo turno dei play-off scudetto. Vince la Coppa Italia (1º titolo). Semifinale dell'Eurolega. - 2022-2023 · 5º in Serie A1. Quarti di finale dei play-off scudetto. Quarti di finale della Coppa Italia. Finale della Supercoppa italiana. Fase a gironi della WSE Champions League. - 2023-2024 · 4º in Serie A1. Quarti di finale dei play-off scudetto. Quarti di finale della Coppa Italia. Secondo turno di qualificazione della Champions League. Semifinale della Coppa WSE. - 2024-2025 · 7° in Serie A1. Turno di qualificazione della Champions League. Partecipa alla Coppa WSE. |

## Colori e simboli
L'uniforme principale di gioco è formata da: maglia a strisce verticali rosse e nere, pantaloncini rossi e calzettoni neri. La seconda tenuta è bianca con due inserti rosso e neri all'altezza delle spalle; i pantaloncini sono neri mentre e i calzettoni sono rossi. Il simbolo della squadra è un giocatore di hockey pista su sfondo rosso e nero.

## Strutture
L'impianto interno dell'Hockey Sarzana è la Pista Vecchio Mercato di Sarzana. Dal 1993 è il palazzo dello sport di casa della squadra. Può ospitare 400 spettatori.

## Organigramma societario
Dati aggiornati alla stagione 2023-2024, tratti dal sito internet ufficiale della Federazione Italiana Sport Rotellistici .
- Presidente: Maurizio Corona
- Vicepresidente:
- Segretario: Isabella Lombardi
- Direttore sportivo:
- Addetto stampa: Gaetano De Benedetto

- 1993-1994: ?
- 1994-1995: ?
- 1995-1996: ?
- 1996-1997: ?
- 1997-1998: ?
- 1998-1999: ?
- 1999-2000: ?
- 2000-2001: ?
- 2001-2002: ?
- 2002-2003: ?
- 2003-2004: ?
- 2004-2005: ?
- 2005-2006: ?
- 2006-2007: ?
- 2007-2008:  Paolo De Rinaldis
- 2008-2009:  Paolo De Rinaldis
- 2009-2010:  Paolo De Rinaldis

- 2010-2011:  Mauro Cinquini
- 2011-2012:  Mauro Cinquini 1ª-16ª e  Paolo De Rinaldis 17ª-26ª
- 2012-2013:  Alessandro Cupisti
- 2013-2014:  Alessandro Cupisti
- 2014-2015:  Alessandro Cupisti
- 2015-2016:  Alessandro Cupisti
- 2016-2017:  Francesco Dolce
- 2017-2018:  Francesco Dolce
- 2018-2019:  Alessandro Bertolucci
- 2019-2020:  Alessandro Bertolucci
- 2020-2021:  Alessandro Bertolucci
- 2021-2022:  Mirko Bertolucci
- 2022-2023:  Paolo De Rinaldis
- 2023-2024:  Paolo De Rinaldis
- 2024-2025:  Sergio Festa

## Palmarès
3 trofei
- Coppa Italia: 1

2021-2022
- Federation Cup: 2

2017-2018, 2018-2019

## Statistiche

### Partecipazioni ai campionati
| Livello | Categoria | Partecipazioni | Debutto   | Ultima stagione | Totale |
| ------- | --------- | -------------- | --------- | --------------- | ------ |
| 1º      | Serie A1  | 17             | 2009-2010 | 2025-2026       | 17     |
| 2º      | Serie A2  | 6              | 2002-2003 | 2008-2009       | 6      |
| 3º      | Serie B   | 9              | 1993-1994 | 2003-2004       | 9      |

### Partecipazione alle coppe nazionali
| Competizione                 | Partecipazioni | Debutto   | Ultima stagione |
| ---------------------------- | -------------- | --------- | --------------- |
| Coppa Italia                 | 12             | 2002-2003 | 2023-2024       |
| Coppa di Lega/Federation Cup | 3              | 2009-2010 | 2018-2019       |
| Supercoppa italiana          | 1              | 2022      | 2022            |

### Partecipazioni alle coppe europee
| Competizione                                 | Partecipazioni | Debutto   | Ultima stagione |
| -------------------------------------------- | -------------- | --------- | --------------- |
| Coppa CERS/WSE                               | 10             | 2010-2011 | 2024-2025       |
| Coppa dei Campioni/Champions League/Eurolega | 5              | 2019-2020 | 2024-2025       |
| Coppa Continentale                           | 1              | 2019-2020 | 2019-2020       |

#### Bilancio degli incontri nelle coppe europee
| Competizione                                 | Partite | Partite  | Partite | Partite   | Reti  | Reti   |
| Competizione                                 | Giocate | Vittorie | Pareggi | Sconfitte | Fatte | Subite |
| -------------------------------------------- | ------- | -------- | ------- | --------- | ----- | ------ |
| Coppa CERS/WSE                               | 37      | 14       | 6       | 17        | 133   | 148    |
| Coppa dei Campioni/Champions League/Eurolega | 26      | 7        | 3       | 16        | 99    | 141    |
| Coppa Continentale                           | 1       | 0        | 0       | 1         | 0     | 7      |
| Totale                                       | 64      | 21       | 9       | 34        | 232   | 289    |

## Organico
Dati aggiornati alla stagione 2024-2025, tratti dal sito internet ufficiale della Federazione Italiana Sport Rotellistici .

### Giocatori
| N° | Naz.                 | Ruolo | Sportivo              |  |  |  |
| -- | -------------------- | ----- | --------------------- |  |  |  |
| 1  | Italia (bandiera)    | P     | Alex Pettenuzzo       |  |  |  |
| 9  | Italia (bandiera)    | D     | Domenico Illuzzi      |  |  |  |
| 10 | Italia (bandiera)    | P     | Simone Corona         |  |  |  |
| 11 | Italia (bandiera)    | A     | Davide Borsi          |  |  |  |
| 16 | Italia (bandiera)    | P     | Francesco Venè        |  |  |  |
| 17 | Spagna (bandiera)    | A     | Xavier Rubio          |  |  |  |
| 24 | Italia (bandiera)    | A     | Lorenzo Angeletti     |  |  |  |
| 77 | Italia (bandiera)    | D     | Cosimo Mattugini      |  |  |  |
| 78 | Argentina (bandiera) | D     | Facundo Ortiz         |  |  |  |
| 79 | Italia (bandiera)    | A     | Mirko Tognacca        |  |  |  |
| 88 | Italia (bandiera)    | A     | Francesco De Rinaldis |  |  |  |

### Staff tecnico
- Allenatore:  Sergio Festa